# Don't wanna cry
「Don't wanna cry」（ドント・ワナ・クライ）は、日本の元女性歌手、安室奈美恵の単独名義では5枚目のシングル。1996年3月13日にavex traxから発売された。小室哲哉プロデュースによる楽曲である。

## 解説
- 前作に続いて、前田たかひろと小室の共作詞。
- オリコンでは2枚連続、出荷ベースでは3枚連続のミリオンセラーを達成。
- 自身が出演したダイドードリンコ「mistio」CFイメージソング。また、21年後の2017年には日本テレビ系列ワイドショー「スッキリ」の11月度テーマソングに起用された。
- ダンス・ミュージックであった前2作から一転してR&B調の楽曲となっており、バックダンス・コーラスでも黒人をフィーチャーしている。そのため、前シングルまでバックでついていたMAXはバックダンサーより外れることになったが、1996年4月5日に「ミュージックステーション 2時間スペシャル」にメドレーで出演した際には、「Body Feels EXIT」と「Chase the Chance」まではMAXをバックに、「Don't wanna cry」からは、別のバックダンサーに受け継ぐという演出がなされた[1]。
- dos（当時）のKABAによる振付。
- この曲で、第38回日本レコード大賞の大賞を、史上最年少記録（当時19歳）で初受賞した。また、直後の第47回NHK紅白歌合戦にも第2部トップバッターで2年連続出場した。
- 1999年3月に安室の母親が亡くなった際、小室は当時globeのツアー中だったが、知らせを聞いてコンサートの中でレクイエムとして、この曲をピアノで弾いた。
- 累計出荷枚数は155万枚[2]。
- オリコンチャートにおける累計売上枚数は139.0万枚[3]。

## 主な記録
- HEY!HEY!HEY! MUSIC CHAMPパーフェクトランキング・2週連続（96/04/15～22・#063～64）1位。
- 1996オリコン年間カラオケリクエスト回数11位。
- 第38回日本レコード大賞ソロアーティスト史上最年少記録（当時19歳）で大賞受賞。
- 第11回日本ゴールドディスク大賞ベスト5・シングル賞。
- HEY!HEY!HEY! MUSIC CHAMPパーフェクトランキング・3 YEARS BEST 100（95・96・97）21位。

## 収録曲
| #         | タイトル                               | 作詞                   | 作曲・編曲           | 時間  |
| --------- | -------------------------------------- | ---------------------- | -------------------- | ----- |
| 1.        | 「Don't wanna cry (Radio Edit)」       | 小室哲哉・前田たかひろ | 小室哲哉             | 4:37  |
| 2.        | 「present」                            | 前田たかひろ           | 小室哲哉・久保こーじ | 4:36  |
| 3.        | 「Don't wanna cry (Original Karaoke)」 |                        |                      | 4:37  |
| 4.        | 「present (Original Karaoke)」         |                        |                      | 4:37  |
| 合計時間: | 合計時間:                              | 合計時間:              | 合計時間:            | 18:27 |

クレジット
- Produced : 小室哲哉
- Mixed : Chris Lord-Alge

## 楽曲解説
1. Don't wanna cry
1995年の暮れに小室と二人だけで「これからどんな曲を歌いたいのか・どういうことをやりたいのか」をテーマにミーティングを行っていた。安室は「今までリズムの激しい曲が多かったから、次はバラードまでとは行かずとも、ミディアムテンポでブラックミュージックを歌ってみたい」と話した。しかしその時小室はイベントの打ち上げが終わった直後の酔っ払った状態で話していたため、安室は「明日覚えているのかな?」と不安になっていたがその後間もなく出来た本作を聞いて安室は「こういう曲が歌いたかった!」と喜んだ[5][6]。小室も「制作に苦労した曲が多い中でスムーズに出来上がった曲の1つ」と語っている[7]。
2. present
サビ・メロディ以外は全て台詞で構成され、「女性シンガーがロサンゼルスにいる恋人の誕生日に国際電話とラブコールをする」というシチュエーションが再現された[5]。
2ndアルバム『SWEET 19 BLUES』では、セリフ無しで新たに書き直されて収録された。共に前田たかひろによる詞。
クレジット上では作曲・編曲は小室と久保の連名となっているが、JASRACには久保単独の作曲として登録されている。

## 収録作品
| 規格               | タイトル                                                                             | 種類                   | 備考 |
| 1. Don't wanna cry | 1. Don't wanna cry                                                                   | 1. Don't wanna cry     | 1. Don't wanna cry |
| ------------------ | ------------------------------------------------------------------------------------ | ---------------------- | --- |
| CD                 | SWEET 19 BLUES                                                                       | オリジナルアルバム     | Eighteen's Summer Mix - グルーヴ感を出すために打ち込みのベースを生音に差し替えた。オリジナルにはなかった歌詞が追加されている。 また、交響曲風にアレンジされたインタールード「Interlude 〜Don't wanna cry Symphonic Style」も収録されている。 |
| CD                 | 181920                                                                               | ベストアルバム         | シングルともオリジナルアルバムとも異なるバージョンである。 具体的には、アレンジはシングルバージョンで歌詞はオリジナルアルバムバージョン。 - ミュージック・ビデオ集「181920 films」をセットにした、 DVD付属盤『181920 & films』も存在。       |
| CD                 | namie amuro 5 Major Domes Tour 2012 〜20th Anniversary Best〜                        | ライヴアルバム         | 項目参照 |
| CD                 | Finally                                                                              | ベストアルバム         | 楽曲を再録・ニューレコーディングで収録。 |
| 配信限定           | namie amuro 25th ANNIVERSARY LIVE in OKINAWA at 宜野湾海浜公園野外特設会場 2017.9.16 | 配信限定ライヴアルバム | 項目参照 |
| 配信限定           | namie amuro Final Tour 2018 〜Finally〜 at Tokyo Dome 2018.6.3                       | 配信限定ライヴアルバム | 項目参照 |
| 映像作品           | 181920 films                                                                         | ミュージック・ビデオ集 | 本作と次作MV集「filmography」を1つにコンパイルさせた『181920 films + filmography』も存在。 |
| 映像作品           | AMURO NAMIE FIRST ANNIVERSARY 1996 LIVE AT MARINE STADIUM                            | ライヴ映像             | 項目参照 |
| 映像作品           | Namie Amuro Concentration 20 Live in Tokyo Dome                                      | ライヴ映像             | 項目参照 |
| 映像作品           | NAMIE AMURO TOUR “GENIUS 2000”                                                       | ライヴ映像             | 項目参照 |
| 映像作品           | namie amuro BEST CLIPS                                                               | ミュージック・ビデオ集 | avexによる、90年代にデビューしたアーティストの一環による廉価版作品。 |
| 映像作品           | namie amuro tour 2001 break the rules                                                | ライヴ映像             | ※ ファンクラブ限定盤 のみ収録。 |
| 映像作品           | namie amuro SO CRAZY tour featuring BEST singles 2003-2004                           | ライヴ映像             | 項目参照 |
| 映像作品           | Space of Hip-Pop -namie amuro tour 2005-                                             | ライヴ映像             | 項目参照 |
| 映像作品           | namie amuro 5 Major Domes Tour 2012 〜20th Anniversary Best〜                        | ライヴ映像             | 項目参照 |
| 映像作品           | namie amuro 25th ANNIVERSARY LIVE in OKINAWA                                         | ライヴ映像             | - 『namie amuro Final Tour 2018 〜Finally〜』内に付属 |
| 映像作品           | namie amuro Final Tour 2018 〜Finally〜                                              | ライヴ映像             | ※ 豪華盤のみ、5公演 (愛知・大阪・札幌・福岡・5月東京) の映像が存在する。 |
| 1. present         |                                                                                      |                        | |
| CD                 | SWEET 19 BLUES                                                                       | オリジナルアルバム     | アルバムに入れるために新しく歌詞を書き直した続編「present 2」であり、全くの別物。 「その後」をテーマに歌詞を書き換え、コーラス・サックスのパートを更に追加した。                                                                             |